# HMS Suffolk (55)
O HMS Suffolk foi um cruzador pesado operado pela Marinha Real Britânica e a primeira embarcação da Classe County. Sua construção começou em setembro de 1924 no Estaleiro Real de Portsmouth e foi lançado ao mar em fevereiro de 1926, sendo comissionado na frota britânica em maio de 1928. Era armado com uma bateria principal composta por oito canhões de 203 milímetros montados em quatro torres de artilharia duplas, tinha um deslocamento carregado de mais de treze mil toneladas e conseguia alcançar uma velocidade máxima de 31 nós (58 quilômetros por hora).

## História
O Suffolk, como suas irmãs, serviu na estação de China, exceto para o reconstrução, até o início da segunda guerra mundial. Entrou para frota em 1939 e patrulhou então o estreito da Dinamarca em outubro 1939. Em abril 1940 participou na campanha norueguesa. Em 13 abril 1940 chegou em Tórshavn para começar a ocupação britânica dos consoles de Faroe. Em 14 abril 1940 o Suffolk afundou o Tanque alemão Skagerak à noroeste de Bodø, Noruega em posição 64.05N, 08.00E.
Em 17 abril 1940 o Suffolk bombardeou o campo e a estação aérea para aviões da marinha na Estação de Sola, Stavanger, destruindo quatro aviões e danificou as instalações, mas foi danificado no retorno por bombas do avião alemão Ju88 II./KG 30. O compartimento da torreta tinha sido destruído. O navio era muito sortudo por sobreviver a este imprevisto e mal alcançou Scapa Flow na manhã seguinte. Foi fundeado em Scapa Flow para impedir seu afundamento. O Suffolk ficou fora de ação de abril 1940 até fevereiro 1941 onde foi reparado em Clyde. Durante maio 1941 o Suffolk foi envolvido na batalha do Estreito da Dinamarca e em afundar o couraçado alemão Bismarck. O Suffolk tinha disparado no couraçado duas vezes durante a batalha e fez diversas salvas de canhão nele. Bismarck afundou-se finalmente em 27 maio 1941. Depois que o foi reparado Suffolk serviu com a Frota Doméstica em águas árticas até o fim de 1942, submeteu-se então a uma reforma entre dezembro 1942 e abril 1943. Na conclusão disto o navio foi requisitado à frota oriental, operando-se no Oceano Índico até o fim da guerra. O Suffolk foi alocado a Bisco em 25 março 1948 e desfeito em J Cashmore's  onde chegou em 24 junho 1948.